# Om een slok water
Om een slok water is een relatief kort verhaal geschreven door de Amerikaan Richard Matheson in 1967. De Nederlandse vertaling verscheen in de serie Bruna FeH in 1976 in de bundel met de titel Nat stro en andere griezelverhalen. Het is een niemendalletje.

## Het verhaal
Een echtpaar verlaat de filmzaal van een bioscoop. Het is benauwd en de man heeft dorst. De horecagelegenheid in de zaal is al gesloten en zij gaan huiswaarts. Eenmaal thuis blijkt dat de waterleiding afgesloten, de dorst van de man neemt toe. Hij kan er niet van slapen en probeert het bij een snackbar en benzinestation. Het blijkt tevergeefs, ook zij zijn gesloten. Na veel omzwervingen belandt de hoofdpersoon in een tuin waar de sproei-installatie aan staat. Hij kan eindelijk aan zijn obsessie voldoen, water drinken. Na zijn dorst gelaafd te hebben, gaat hij huiswaarts. Als hij ’s morgen wakker wordt, begint hij te vloeken: het regent.